# 什刹海站
什刹海站是一个位于中国北京市西城区什刹海街道、东城区交道口街道交界地安门外大街与帽儿胡同交叉口北側，属于北京地铁8号线的地铁车站。车站以当地的地名“什刹海”命名。于2013年12月28日随8号线二期南延长段开通投入运营。

## 位置
什刹海站地处什刹海东面，位于地安门外大街（南北向）东侧地下，呈南北向布置。

## 结构

### 车站楼层

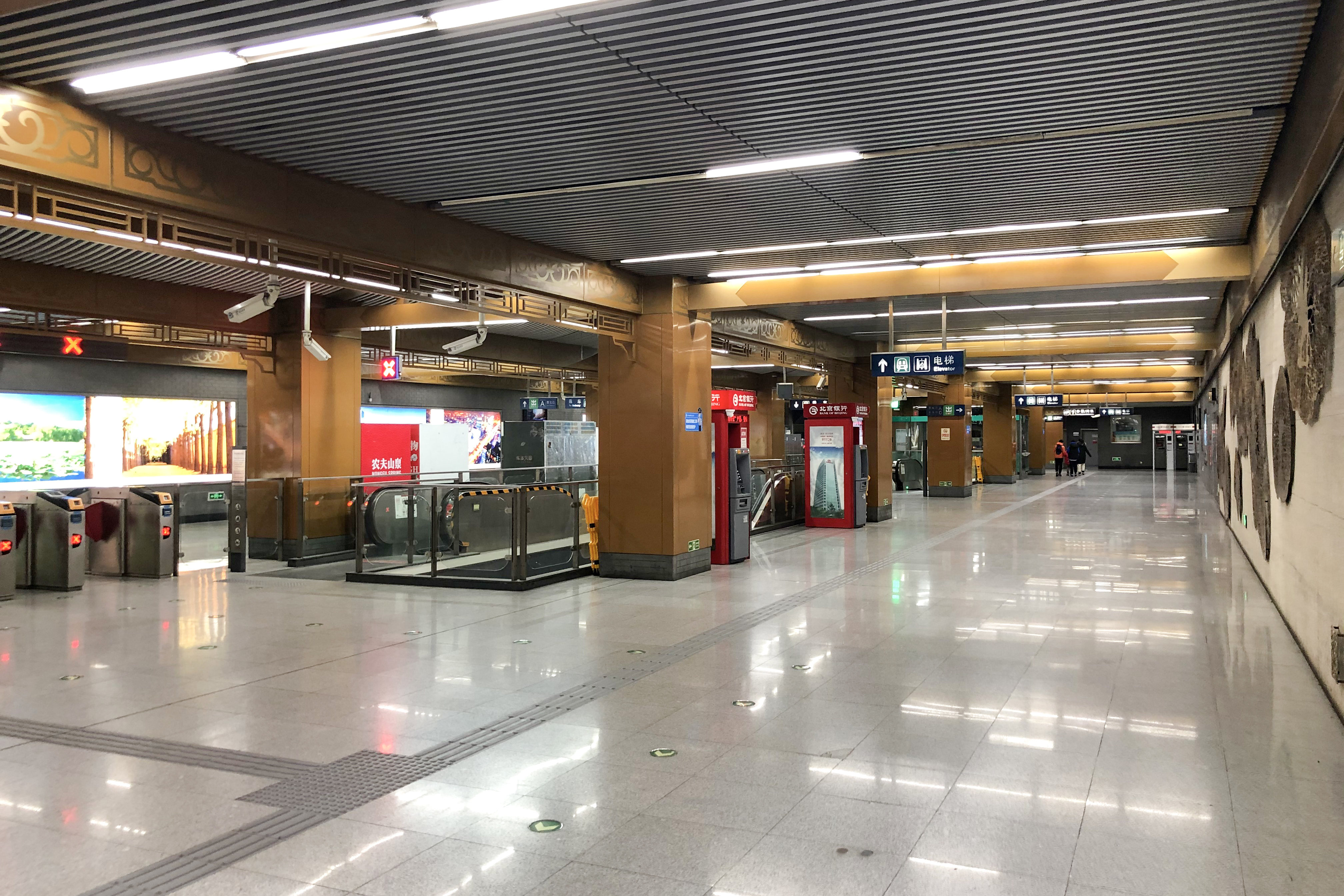
什刹海站站厅（2021年1月摄）

什刹海站为地下三层车站，其中地下一层为站厅，夹层（介于地下一层和地下二层之间，乘客无法进入）为车站设备层，地下二层为8号线站台层，车站主体空间两柱三跨结构，岛式站台设计，站台宽12米。车站工程总长146.6米。中心顶板覆土约2.5米。
| 地面层          | 地面                      | A-C出入口                   |
| 地下一层 站厅层 | 站廳                      | 安全檢查、售票機、客服中心  |
| 地下二层 站台层 |                           | █ 8号线往朱辛庄（鼓楼大街） |
| 地下二层 站台层 | 島式月台，左側開门        |                             |
| 地下二层 站台层 | █ 8号线往瀛海（南锣鼓巷） |                             |

### 出入口
本站目前有A（西北）、C（东南）两个出入口。
|                       |                      |                                                                  |      |            |  |
| 編號                  | 指示                 | 建議前往的目的地                                                 | 照片 | 无障碍设施 |  |
| 出口 · A · 1          | 地安门外大街         | 地安门外大街（西侧）、中国邮政、鸦儿胡同小学、火神庙             |      | 不適用     |  |
| 出口 · A · 2          | 地安门外大街         | 地安门外大街（西侧）、中国邮政、鸦儿胡同小学、火神庙             |      | 不適用     |  |
| 出口 · C · 升降机标志 | 地安门外大街（东侧） | 地安门外大街（东侧）、北京五中分校、帽儿胡同小学、黑芝麻胡同小学 |      |            |  |
| 註： 設有             |                      |                                                                  |      |            |  |

## 購票
北京地鐵的大多數地鐵車站的單程票購票需要實名信息。但本站因旅遊團多、客流量較大，已自行取消購票實名制。

## 装饰
什刹海站的装修风格贴近北京传统古建风格，设计上以北京传统市井的灰色调和青砖的肌理为背景，衬托主体色调是黄色的装饰元素，用现代的材料和手法表达北京传统建筑构件和图案为主要装饰造型。
车站站厅墙面有由不锈钢镀钛金材料制成的名为“秋荷映像”公共艺术设计。
|  |